# Borkowo (powiat świdwiński)
Borkowo (niem.: Birkenfelde) – wieś w Polsce, położona w województwie zachodniopomorskim, w powiecie świdwińskim, w gminie Połczyn-Zdrój.
W latach 1975–1998 miejscowość administracyjnie należała do województwa koszalińskiego.
Ok. 0,8 km na wschód od miejscowości znajduje się Jezioro Suskie.